# Quercus airensis
Quercus airensis — вид квіткових рослин з родини букових (Fagaceae). Ендемік Португалії.

## Поширення й середовище проживання
Ареал охоплює такі території: прибережна Лузітанія та провінція Західна Андалусія. Вид населяє узлісся едафоксерофільних лісів Q. rotundifolia і Q. faginea, як правило, у карстових вапняках кайнозою, субстраті з мергельної глини.

## Біоморфологічна характеристика
Життєва форма: від дерева до деревоподібного куща. Листки плоскі та колючі, 1,5–4 × 1–3 см, від яйцювато-видовжені до напівланцетних, від суб-голих до повністю запушених на обох поверхнях. Трихоми багатопроменеві та розгалужені, довгі промені різної довжини (300–400(500) мкм). Чашки напівсферичні з вільними, тонкими лусками від трикутних до неправильних, у зрілості дугоподібні, з напівприхованими або прихованими плодами.